# ジョン・ファン・ロッド

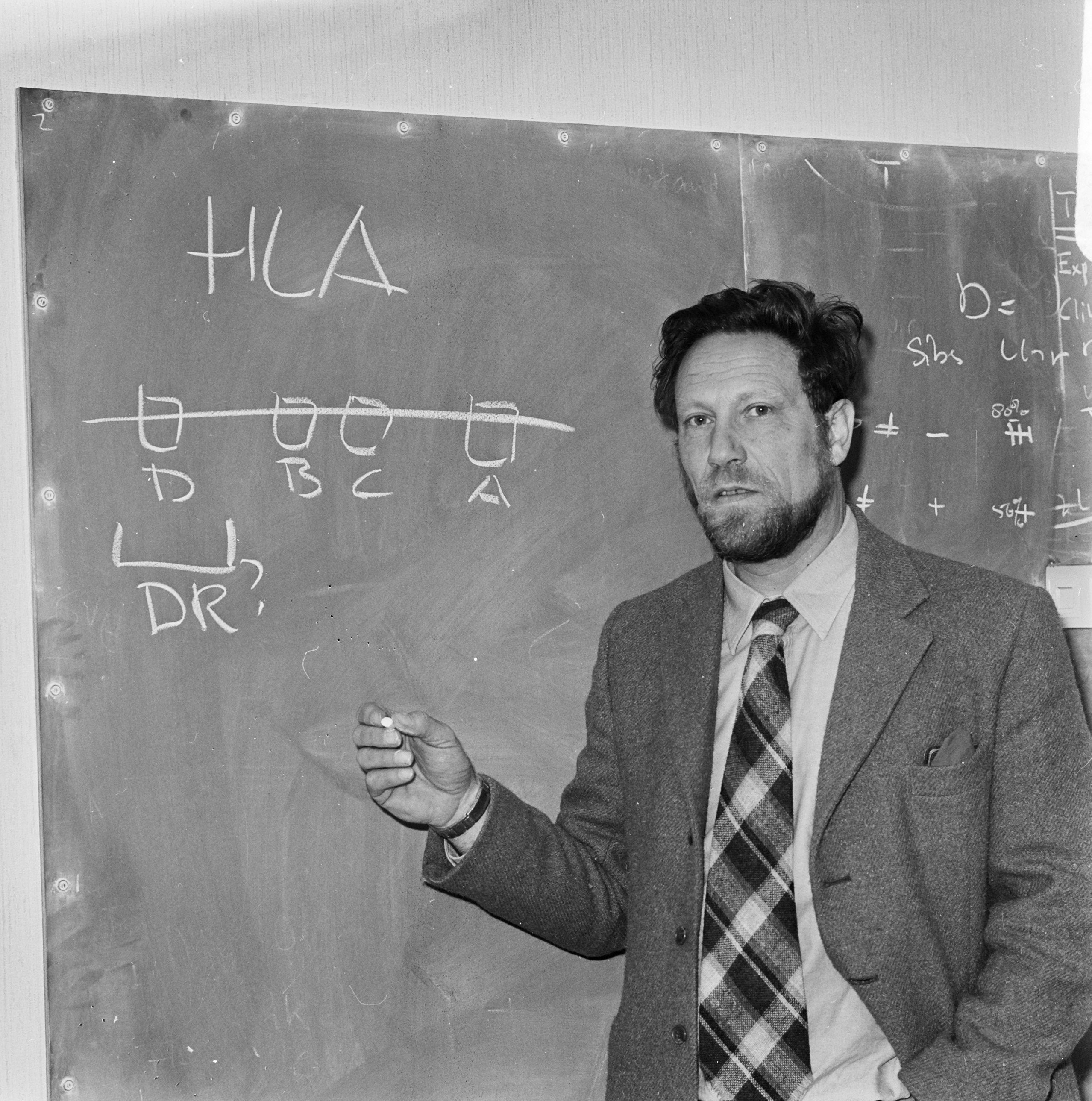
1977年12月

ジョン・ファン・ロッド(Johannes Joseph "Jon" van Rood、1926年4月7日-2017年7月21日)は、オランダの免疫学者である。1967年に、ヨーロッパで臓器移植の普及と調整を行う非営利組織であるユーロトランスプラントを設立した。スヘフェニンゲン出身。

## 受賞
1977年にロベルト・コッホ賞、1978年にジョージ・スネル、ジャン・ドーセとともに、「臓器移植および疾患におけるHLAのメカニズム解明に対する貢献」により、ウルフ賞医学部門を受賞した。同年には、オランダ王立芸術科学アカデミー会員にも選ばれた。1989年には、エルンスト・ユング賞を受賞した。

## 死去
2017年7月21日にレーワルデンで死去した。

## 主要な論文
- Johannes Joseph van Rood: Leucocyte grouping. Den Haag, 1962 (Dissertation Leiden University)